# Теслер, Олег Семёнович
Оле́г Семёнович Те́слер (19 июня 1938, Ленинград — 7 декабря 1995, Москва) — художник-карикатурист, мультипликатор и оформитель книг.

## Биография
Родился в семье военного инженера, впоследствии полковника Шолома Нахмановича (Соломона (Семёна) Наумовича) Теслера (1904—?), уроженца Екатеринослава (по другим данным Винницы), участника Великой Отечественной войны, затем заместителя начальника инженерно-строительной Академии сухопутных войск. 
С 1945 года жил с родителями в Москве. Закончил МИИТ и в течение нескольких лет работал в вычислительном центре.
Свою первую карикатуру он опубликовал в начале 1960-х годов под именем «Теслерявичус» (рисунки «неместных» художников в Прибалтике не имели достаточного веса). С 1965 года сотрудничал с журналами «Смена», «Крокодил»; с «Литературной газетой».
О. С. Теслер был одним из главных художников Олимпиады-80, а также советских журналов «Пионер», «Советский экран» и газеты «Известия». В 1980 году рисовал карикатуры для «Альманаха сатиры и юмора».
С 1988 года — член Союза художников СССР. C 1991 года становится постоянным автором и активно сотрудничает с первым российским журналом для мужчин «Андрей».
Похоронен на Даниловском кладбище.

## Семья
- Первая жена  — Валентина Теслер (Тарабрина).
  - Дочь — Екатерина Будрина (1967—2006, Москва), художник.
- Вторая жена — Ольга Теслер, журналист.
  - Дочь — Полина, журналист.